# Leon Olszewski (ekonomista)
Leon Olszewski – polski ekonomista, profesor nauk ekonomicznych.

## Życiorys
W 1965 r. ukończył studia ekonomiczne w Wyższej Szkole Ekonomicznej, w 1971 r. obronił pracę doktorską, w 1983 r. otrzymał stopień doktora habilitowanego. W 1996 r. uzyskał tytuł profesora nauk ekonomicznych. Pracował w Wyższej Szkole Handlowej we Wrocławiu i na Uniwersytecie Wrocławskim.